# Stramenaspis kelloggi
Stramenaspis kelloggi är en insektsart som först beskrevs av William Higgins Coleman 1903.  Stramenaspis kelloggi ingår i släktet Stramenaspis och familjen pansarsköldlöss. Inga underarter finns listade i Catalogue of Life.